# アサイラム (キッスのアルバム)
『アサイラム』(Asylum)は、アメリカのハードロックバンド、キッスの13枚目のスタジオアルバム。1985年9月16日に発売された。前作『アニマライズ』（1984年）のグラム・メタル・サウンドを踏襲した作品。

## レコーディング
『アサイラム』は、リード・ギタリストのブルース・キューリックが正式なバンド・メンバーとして参加した初めてのアルバムである。キューリックは『アニマライズ』の一部の曲で、前任ギタリストのマーク・セント・ジョンが反応性関節炎のために休んでいた間、彼に代わって演奏していた。その後、『アニマライズ』のツアーのほとんどの区間で、キューリックがセント・ジョンの代わりを務めた。ポール・スタンレー、ジーン・シモンズ、エリック・カー、そしてキューリックという新しいラインナップは、1991年11月にカーが亡くなるまで続き、キューリックは1996年にオリジナル・ラインナップが再結成されるまでバンドに在籍した。

## ジャケット
このアルバム・ジャケットは、1978年にリリースされたソロ・アルバムの色を反映して、4人のバンド・メンバーの唇に色をつけて描かれている。裏表紙のアートワークも同様に、白地にKissを描いたカラフルなものとなっている。1997年にリリースされたリマスターCDのカバーアートは、オリジナル・リリースのものよりも少し変化し、大胆な色使いになっている。

## シングル
「ティアーズ・アー・フォーリン（Tears Are Falling）」は、シングルとして唯一小売販売された曲で、バンドにとってはヒット曲であり、特にミュージック・ビデオはMTVで人気を博した。このアルバムのミュージック・ビデオは、「フー・ウォンツ・トゥ・ビー・ロンリー（Who Wants to Be Lonely」、「アー! オール・ナイト（Uh! All Night）」、「ティアーズ・アー・フォーリン」の3曲で、それぞれイギリスのロンドンで撮影された。

## 評価
このアルバムは、1985年11月にRIAAからゴールド認定を受けた。

## 収録曲
| No. | Title                    | Writer(s)                                 | Lead vocals | Length |
| --- | ------------------------ | ----------------------------------------- | ----------- | ------ |
| 1.  | "King of the Mountain"   | Paul Stanley, Bruce Kulick, Desmond Child | Stanley     | 4:17   |
| 2.  | "Any Way You Slice It"   | Gene Simmons, Howard Rice                 | Simmons     | 4:02   |
| 3.  | "Who Wants to Be Lonely" | Stanley, Child, Jean Beauvoir             | Stanley     | 4:01   |
| 4.  | "Trial by Fire"          | Simmons, Kulick                           | Simmons     | 3:25   |
| 5.  | "I'm Alive"              | Stanley, Kulick, Child                    | Stanley     | 3:43   |

| No. | Title                    | Writer(s)                                | Lead vocals | Length |
| --- | ------------------------ | ---------------------------------------- | ----------- | ------ |
| 6.  | "Love's a Deadly Weapon" | Stanley, Simmons, Rod Swenson, Wes Beech | Simmons     | 3:29   |
| 7.  | "Tears Are Falling"      | Stanley                                  | Stanley     | 3:55   |
| 8.  | "Secretly Cruel"         | Simmons                                  | Simmons     | 3:41   |
| 9.  | "Radar for Love"         | Stanley, Child                           | Stanley     | 4:02   |
| 10. | "Uh! All Night"          | Stanley, Child, Beauvoir                 | Stanley     | 4:01   |

## 演奏者
- Paul Stanley – lead vocals, rhythm guitar; bass on "Tears Are Falling"
- Gene Simmons – lead vocals, bass
- Eric Carr – drums, percussion, backing vocals
- Bruce Kulick – lead guitar, backing vocals

- Jean Beauvoir – bass and backing vocals on "Who Wants to Be Lonely" and "Uh! All Night"